# Roger Planchon
Roger Planchon (Saint-Chamond, Loire, Francia; 12 de septiembre de 1931 - París; 12 de mayo de 2009) fue un dramaturgo, actor, productor y director de teatro y cine francés. Fue el heredero de Jean Vilar en el célebre TNP.

## Biografía
Su infancia transcurrió en Ardèche (Ródano-Alpes) en Dornas debutando en 1949. En 1952, fundó el Théâtre de la Comédie, situado en Lyon.
En 1957 comenzó su dirección del Théâtre de la Cité of Villeurbanne luego llamado Théâtre National Populaire o TNP, uno de los grupos teatrales más importantes de Europa donde a partir de 1972 compartió los trabajos junto a Patrice Chéreau.
Roger Planchon tradujo, produjo y llevó a escena obras de Bertolt Brecht, Molière, Shakespeare, Arthur Adamov, Michel Vinaver, Chejov, Ferenc Molnár, Ionesco, Beckett, Marivaux, Harold Pinter, y otros clásicos.
Dirigió largometrajes como George Dandin ou le Mari confondu y Louis, enfant roi y en 1998 Lautrec sobre Toulouse Lautrec.
Como actor trabajo en Molière de Ariane Mnouchkine, Le retour de Martin Guerre, Danton de Andrzej Wajda, Camille Claudel y otras.
Falleció de un ataque al corazón en 2009.
Fue miembro honorario de la Unión Teatral Europea.

## Publicaciones
- Roger Planchon: Apprentissage : Mémoires, Plon, Paris, 2004, 629 p (ISBN 2-259-19108-8)
- Roger Planchon: Théâtre complet, Gallimard, Paris, 2010, 738 p. (ISBN 978-2-07-013173-0)
- Michel Bataillon: Un défi en province. Planchon : chronique d'une aventure théâtrale, Marval, Paris, 2001 (ISBN 2-86234-308-0)
- Émile Copfermann: Roger Planchon, La Cité, Lausanne, 1969, 315 p.
- Théâtres de Roger Planchon, Union générale d'éditions, Paris, 1977, coll. 10-18, 445 p. (ISBN 2-264-00168-2)